# Funzione boxcar

Rappresentazione grafica di una funzione boxcar

In matematica, una funzione boxcar o funzione vagone merci è una qualsiasi funzione che vale zero per qualsiasi valore reale tranne che per un singolo intervallo in cui è uguale a una costante, A.
La funzione boxcar può essere espressa in termini di distribuzione uniforme come
{\displaystyle \operatorname {boxcar} (x)=(b-a)A\,f(a,b;x)=A(H(x-a)-H(x-b)),}
dove f (a, b; x) è la distribuzione uniforme di x per l'intervallo [ a, b ] e {\displaystyle H(x)} è la funzione passo di Heaviside. Come con la maggior parte di queste funzioni discontinue, sorge in problema di definire il valore della funzione nei punti di transizione. Questi valori sono probabilmente scelti al meglio per ogni singola applicazione.
In elettronica, quando una funzione boxcar viene selezionata come risposta all'impulso di un filtro, si ottiene un filtro a media mobile.
La funzione prende il nome dalla somiglianza del suo grafico con un vagone merci, un tipo di vagone ferroviario.